# Belgijski nlp wave
BELGIJSKI NLP WAVE (belgium ufo wave) je anomalija pojavov črnih trikotnikov v Belgiji. Pojavi so se dogajali
v južni Belgiji in v južnem Bruslju.Dogali so se od novembra 1989 do junija 1990.
Opazilo ga je več kot 13,500 ljudi vred z mediji. Leta 1990 je neznani leteči predmet (NLP)
odkrila tudi belgijska zračna flota na radarjih kot zelo hitra pika. In le v nekaj
trenutkih je predmet zasledovala flota letal F-16. Belgijo so trikotniki
strašili vse od 29. novembra ko sta policista opazila počasi premikajoč
trikotnik.